# Habitatge al carrer Sant Josep, 20 (Viladecans)
L'Habitatge al carrer Sant Josep, 20 és una obra del municipi de Viladecans (Baix Llobregat) inclosa en l'Inventari del Patrimoni Arquitectònic de Catalunya.

## Descripció
Es tracta d'una casa de planta baixa i pis acabada per un fals terrat amb barana a la façana principal. La cornisa és decorada per denticulats esglaonats. També les portes i finestres disposen d'arc rebaixat amb intradós esglaonat.
La distribució dels elements de la façana és asimètrica, però ordenada. La porta d'entrada i la finestra obertes a la planta baixa resten desplaçades per una altra porta de magatzem; al pis, tota l'amplada de les dues portes de baix és ocupada per un balcó corregut de dues portes, mentre que al costat hi ha una finestra que repeteix la de la planta baixa.

## Història
La casa fou construïda als inicis del segle xx.